# Phthiracarus
Phthiracarus – rodzaj roztoczy z kohorty mechowców i rodziny Phthiracaridae.
Rodzaj ten został opisany w 1841 roku przez Maximiliana Perty'ego. Gatunkiem typowym wyznaczono Phthiracarus contractilis.
Mechowce te mają szerokie tarczki analne wyposażone w 5 par szczecin, z których 2 pary znajdują się na jej wewnętrznym brzegu. Szczeciny interlamellarne są drobne lub przylegające. Tarczki genitalne szerokie.
Rodzaj kosmopolityczny.
Należy tu 215 opisanych gatunków, zgrupowanych w 4 podrodzajach:
- Phthiracarus (Phthiracarus) Perty, 1841
- Phthiracarus (Archiphthiracarus) Balogh y Mahunka, 1979
- Phthiracarus (Metaphthiracarus) Aoki, 1980
- Phthiracarus (Neophthiracarus) Balogh y Csiszár, 1963